# Discapacitat
La discapacitat és la condició d'aquella persona que té una funció, física o mental, limitada respecte de la mitjana de la població o anul·lada. Diversitat funcional és un terme alternatiu al de discapacitat que ha començat a utilitzar-se a Espanya per iniciativa de les mateixes persones afectades. El terme va ser proposat en el Fòrum de Vida Independent, el mes de gener de 2005 i pretén substituir altres termes amb una semàntica que pot considerar-se pejorativa, com ara "discapacitat" o "minusvalidesa". Es proposa un canvi cap a una terminologia no negativa, no rehabilitadora, sobre la diversitat funcional. L'evolució de la consideració social dels discapacitats ha anat millorant quant a la seua adaptació i, sobretot, a la seua percepció. Des de principis de la dècada de 1980 s'han desenvolupat models socials de discapacitat que afigen noves apreciacions al terme. Per exemple, es distingeix entre un discapacitat (l'habilitat del qual és objectivament menor que la de la mitjana) i una persona amb capacitats diferents de les normals, que, encara que per això només no representa cap avantatge o inconvenient, sovint és considerat un problema degut a l'actitud de la societat o al fet que els estàndards estan basats en les característiques mitjanes o normals.

Bandera de la Discapacitat és la bandera que representa les persones amb discapacitat i els seus drets.

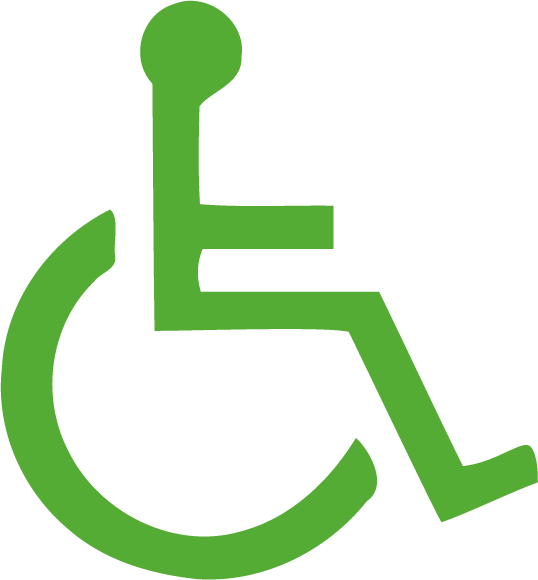
Símbol de la discapacitat física

Aquest canvi d'actitud ha possibilitat canvis en la comprensió de determinades característiques físiques que abans eren considerades com a discapacitats. En la dècada de 1960, per exemple, els esquerrans eren vistos com a persones amb anomalies. En les escoles del món occidental, els xiquets esquerrans eren obligats a escriure amb la mà dreta i eren castigats si no ho feien. Més tard, en els anys 80, es va acceptar aquesta qualitat simplement com una diferència, una característica física. Si determinades ferramentes com a tisores o llevataps són creades només per a destres, una persona esquerrana se sentirà com un discapacitat: serà incapaç de realitzar certes accions i haurà de ser ajudat per altres persones, perdent la seua autonomia.
Així, en la societat actual es cuida molt l'adaptació de l'entorn a les persones amb discapacitats per a evitar la seua exclusió social i també en la societat digital.
Lingüísticament, en alguns àmbits, termes com "discapacitats", "cecs", "sords", etc. poden ser considerats despectius, pel fet que d'aquesta manera es pot estar etiquetant a la persona. En aquests casos, és preferible usar les formes "persones amb discapacitat", "persones invidents", "persones amb sordera", "persones amb mobilitat reduïda".
A Catalunya, el 2013 hi havia 513.859 persones amb algun tipus de discapacitat, dels quals 299.519 tenen una discapacitat física.

## Història
El terme de discapacitat ha sofert moltes modificacions des dels seus inicis. En un principi semblava un fet universal, on tots els discapacitats eren iguals, ja que l'experiència de la discapacitat era única per a cada individu, no només per la manifestació de la malaltia, trastorn o lesió sinó perquè aquesta condició, estrictament lligada amb la condició de salut estava profundament influenciada per una combinació complexa de factors (personals, d'experiència, emocionals, psicològics, intel·lectuals, relacionats amb el context físic, social i cultural, etc.). Tot aquest moviment, dona lloc a suggerir la impossibilitat de crear un llenguatge cultural comú a les tres dimensions de la discapacitat, ja que les experiències individuals de la discapacitat són úniques, però, a més a més, les percepcions i les actituds envers la discapacitat estan subjectes a valors dependents de les interpretacions culturals, del context, de la tecnologia, del temps i del lloc o espai, així com la perspectiva de l'estatus social de la persona que ho estudia.

## Minusvalidesa i Discapacitat
El terme minusvalidesa, utilitzat durant molt anys en lloc de discapacitat, fou substituït l'any 2000. L'OMS va prendre la decisió, quan va revisar els seus criteris de classificació, i basant-se en criteris tècnics i polítics va decidir utilitzar el terme discapacitat com a terme genèric que inclou dèficits, limitacions en l'activitat i restriccions en la participació, en lloc de "minusvalidesa", per la connotació pejorativa d'aquesta paraula. A l'estat espanyol, el govern espanyol, va modificar l'any 2009 el reial decret 1971/1999 que cavan el terme minusvalore, utilitza en tot el text, pel de discapacitat incorporant canvis en la nomenclatura de la Comissió Estatal per al Seguiment del Grau de Minusvalidesa, pel de Comissió Estatal per al Seguiment del Grau de Discapacitat. Amb els canvis que va introduir el Consell de Ministres, les referències que en el reial decret inicial es feien a la "discapacitat" foren substituïdes per limitacions en l'activitat. Així mateix, el terme grau de minusvalidesa fou substituït pel de grau de discapacitat, i totes les referències que des de feia deu anys es venien realitzant al grau de discapacitat, quedaren substituïdes per "grau de les limitacions en l'activitat ". El govern espanyol ja havia començat aquests canvis amb la Llei de Dependència, ja que en la disposició addicional vuitena, deixava establert que les referències que en els textos normatius s'efectuen a disminuïts i a persones amb minusvalidesa s'entendran com realitzades a persones amb discapacitat.

## Tipus de discapacitat

### Discapacitat física
Es divideix en dos tipus:
- Motòrica: Discapacitat física (discapacitat motriu) que pateixen aquelles persones que tenen afectada la capacitat de moviment per diverses causes (malformacions, accidents, lesions cerebrals...).
- No motòrica: Discapacitat física que tenen aquelles persones que per causes orgàniques no poden desenvolupar una vida plena (cansament, malalties coronàries, renals, pulmonars...).

### Discapacitat sensorial
N'hi ha de dues classes:
- Visual: Discapacitat que pateixen les persones que tenen una manca total o parcial de visió que els impedeix portar una vida plena (ceguesa total o parcial).[15]
- Auditiva: Discapacitat de les persones que tenen una manca total o parcial d'audició que els impedeix portar una vida plena i que, com a conseqüència d'aquesta mancança, els pot faltar també la parla. Aquestes situacions poden tenir l'origen en lesions genètiques,[16] en el part, o bé en malalties de la mare durant l'embaràs,[17] com ara la rubèola.[18] Pot anar acompanyada de discapacitat de la comunicació i la expressió oral associada a limitacions cognitives d'origen divers.[19]

### Discapacitat intel·lectual
El concepte de discapacitat intel·lectual més utilitzat, és el proposat per l'American Association of Mental Retardation (AAMR) que l'any 1992 es referia al terme retard mental com aquell funcionament intel·lectual inferior a la mitjana que coexistia amb dos àrees més afectades del següent llistat:
- comunicació
- cura pròpia
- vida a llar
- habilitats socials
- ús de la comunitat
- autodirecció
- salut
- seguretat
- continguts escolars funcionals
- oci i treball

1. El funcionament intel·lectual fa referència a un nivell d'intel·ligència inferior a la mitjana. La concepció d'intel·ligència que es maneja a aquest respecte és la proposta per Gardner, el qual parla de l'existència més que d'una capacitat general, d'una estructura múltiple amb sistemes cerebrals semiautònoms, però que, al seu torn, poden interaccionar entre si. Quant a l'ús d'un quocient intel·lectual, d'ús comú, perquè es puga parlar de discapacitat intel·lectual ha d'estar per davall de 70 i ha de produir problemes adaptatius.
2. Les habilitats adaptatives fan referència a l'eficàcia de les persones per a adaptar-se i satisfer les exigències del seu medi conceptual i social. Aquestes habilitats han de ser rellevants per a l'edat de què es tracte, de tal manera que l'absència d'elles supose un handicap.
3. El normal és que una discapacitat intel·lectual significativa es detecte ja en edats primerenques, emprant els qüestionaris i tests psicològics adequats. Segons la història familiar, pot estar indicada la pràctica de proves genètiques.
Aquest fet va provocar les primeres discussions en la literatura científica, ja que no sempre es donava la situació en què un QI inferior a 70 portés associat problemes adaptatius. Això porta a l'AMRR ha fer una reformulació del concepte l'any 2002, quan encara parla de retard mental però incorporant les habilitats adaptatives i incorporant noves precisions. Una diferència conceptual important que suposa fins i tot el canvi de nom de la AAMR, reanomenada American Association on Intellectual and Development Disabilities.

### Causes
- Factors genètics, com en el cas del síndrome de Down.[29]
- Errors congènits del metabolisme, com la fenilcetonúria.[30]
- Alteracions del desenvolupament embrionari, en les que s'inclouen les lesions prenatals.
- Problemes perinatals, relacionats amb malalties maternes durant la gestació o pregestacionals i amb el naixement prematur.[31]
- Malalties infantils, que poden anar des d'una infecció greu com la malaltia meningocòccica[32] o la tos ferina[33] a un traumatisme.[34]
- Greus dèficits ambientals, en els que no hi ha condicions adequades per al desenvolupament cognitiu, personal i social,[35] com ara un baix nivell socioeconòmic.[36]

### Discapacitat i trastorn mental
Les persones amb trastorns mentals greus poden presentar necessitats diverses vinculades a la seva problemàtica psiquiàtrica i psicosocial. Moltes d'aquestes persones presenten limitacions en el seu funcionament psicològic, ocupacional, de socialització o tenen més risc de patir situacions de desigualtat social esdevenint especialment vulnerables a les situacions d'estrès. Els trastorns mentals greus, a més, generen una important càrrega familiar. La dedicació a la cura d'una persona amb trastorn mental pot comportar restriccions substancials en la vida social de la persona cuidadora, que s'afegeixen a la preocupació, la pèrdua d'oportunitats laborals i l'afectació de la salut mental. D'altra banda, el terme discapacitat psicosocial és un terme internacional, definit i registrat en la llengua catalana pel TERMCAT, que refereix les persones amb trastorns mentals, el concepte del qual fa referència, segons el model social de la discapacitat, a les barreres (l'entorn i, sobretot, les actituds) que també pateixen les persones amb trastorns mentals, que és un element clau que no es pot ometre en la descripció d'aquest concepte. L'estigma, la discriminació o l'exclusió comunitària i els problemes relacionats amb el món laboral, que en són les principals, els impedeixen la seva participació plena i efectiva en la societat en igualtat de condiciones amb les altres persones. Es tracta d'un concepte que reivindica els drets de les persones amb trastorns mentals com a persones amb discapacitat, que, segons el seu model social, posa l'èmfasi en les barreres, tot equiparant-los, finalment, a la resta de persones amb discapacitat.

## Classificació Internacional del funcionament, de la discapacitat i de la salut
La Classificació Internacional del funcionament, de la discapacitat i de la salut és la classificació internacional aprovada per l'Organització Mundial de la Salut per a classificar els diferents graus de discapacitat. La 1a versió fou aprovada l'any 1980, sota el nom de classificació internacional de les deficiències, discapacitats i minusvalideses (CIMMD) i proposava les següents definicions:
- deficiència: pèrdua o anormalitat d'una estructura o funció psicològica, fisiològica o anatòmica.
- discapacitat: restricció o absència de realitzar una activitat dins el marge que es considera normal per un ésser humà.
- minusvalidesa: situació desavantatjosa per a un individu determinat, que el limita o li impedeix portar un rol que és normal en el seu cas.

Posteriorment, la voluntat de l'OMS d'aplicar el model biopsicosocial, suposa que després de diversos esborranys, el maig de 2001 i durant la celebració de la 54a Assemblea Mundial de Salut a Ginebra (Suïssa) es va aprovar una nova Classificació Internacional del Funcionament, de la Discapacitat i de la Salut (CIF). Un document especialment útil perquè usava un llenguatge estandarditzat, fiable i aplicable transculturalment que permetia descriure el funcionament humà i la discapacitat usant un llenguatge positiu i una visió universal, enfatitzant que les problemàtiques són el resultat de la interacció de les característiques de l'individu amb l'entorn.

En la taula següent apareixen els conceptes bàsics comparant ambdues classificacions.
| EIXOS                                   | CIMMD | CIF                                                                                                 |
| --------------------------------------- | --- | --------------------------------------------------------------------------------------------------- |
| Deficiència                             | Pèrdua o anormalitat d'una estructura o funció psicològica, fisiològica o anatòmica | Problema en les funcions o estructures corporals ja sigui una desviació significativa o una pèrdua. |
| Discapacitat/Limitacions activitat      | Restricció o absència de la capacitat de realitzar una activitat de la manera o dins els marges del que es considera normal. | Dificultats que una persona pot tenir en el desenvolupament o realització d'activitats.             |
| Minusvalidesa/Restriccions participació | Situació de desavantatge que la discapacitat produeix a un individu determinat, limitant-li o impedint-li el desenvolupament d'un rol que seria normal en el seu cas, (en funció de l'edat, sexe i factors socials o culturals). | Problemes que un individu pot experimentar a l'involucrar-se en situacions vitals.                  |

El CIF es compon per 4 escales:
- Funcions corporals (prové de l'escala de deficiències del CIMMD)
- Estructures corporals (prové de l'escala de deficiències del CIMMD)
- Factors ambientals (Barreja factors contextuals amb factors personals)
- Activitats i participació i factors culturals

Val a dir que la CIF utilitza els qualificadors per descriure els estats relacionats amb la salut, que a la CIMMD es coneixia com a conseqüències de la malaltia. Un qualificador que descriu un ítem determinat determina la pèrdua del funcionament que recull aquell ítem en qüestió, a excepció dels qualificadors de l'escala ambiental.
Un conjunt de qualificadors conformen un constructe, els quals s'apliquen a cada una de les escales o components de la CIF.

## Avaluació de la discapacitat

### Anys de vida ajustats per discapacitat

Anys de vida ajustats per discapacitat per a totes les causes per a 100.000 habitants el 2004.
sense dades
menys de 9250
9250-16000
16000-22750
22750-29500
29500-36250
36250-43000
43000-49750
49750-56500
56500-63250
63250-70000
70000-80000
més de 80000

Els anys de vida ajustats per discapacitat (AVAD) és una mesura del total de càrrega de la malaltia, expressat com el nombre d'anys perduts a causa de la mala salut, discapacitat o mort prematura. Aquest índex, creat de forma original per la Universitat Harvard per encàrrec del Banc Mundial, fou adoptat l'any 2000 per l'Organització Mundial de la Salut. Els AVAD són cada vegada més comuns en el camp de la salut pública i l'avaluació de l'impacte sanitari (EIS). Les darreres aportacions s'han encaminat a treballar per calcular els anys equivalents de vida «sana» perduts en virtut d'estar discapacitats.

### Anys potencials de vida perduts per discapacitat
Els anys potencials de vida perduts per discapacitat quantifica aquelles patologies que, tot i no causar la mort dels individus, redueixen la qualitat de vida de les persones amb discapacitat. Segons una projecció del publicada l'any 2008 les malalties o lesions causants d'anys de vida perduts per discapacitat mundials l'any 2020 serien:
1. Cardiopatia isquèmica.[52]
2. Depressió major unipolar.[53]
3. Accidents de trànsit.[54]
4. Accidents vasculars cerebrals.[55]
5. Malaltia pulmonar obstructiva crònica.[56]
6. Infeccions respiratòries baixes.
7. Dolor crònic.[57]
8. Tuberculosi.[58]
9. Guerra.
10. Malalties diarreiques.[59]
11. VIH.[60]

### Graus de discapacitat
Cada legislació nacional regula, en el seu ordenament jurídic intern, els graus o les classificacions de discapacitat i en determina les ajudes públiques preceptives. A Catalunya i a l'estat espanyol la valoració de la discapacitat s'ajusta a la regulació fixada, des de gener de 2000, pel Reial decret 1971/1999, de 23 de desembre, de procediment per al reconeixement, la declaració i la qualificació del grau de minusvalidesa. Aquesta disposició té per objecte la regulació del reconeixement del grau de minusvalidesa (posteriorment modificat com a valoració de la discapacitat en funció del canvis en la nomenclatura internacional), establiment nous barems aplicables, la determinació dels òrgans competents per a fer el reconeixement esmentat i el procediment que cal seguir, amb la finalitat que la valoració i la qualificació del grau de discapacitat que afecti la persona sigui uniforme a tot el territori espanyol, garantint la igualtat de condicions per a l'accés dels ciutadans als beneficis, drets econòmics i serveis que els organismes públics atorguin. En funció d'aquest grau, s'estableixen tres grups diferenciats:
- Graus de discapacitat d'entre el 33% i el 64%: Inclou persones amb discapacitat que tenen un nivell d'autonomia personal prou important per inserir-se socialment i laboralment, si més no en un sistema de treball protegit.
- Graus de discapacitat d'entre el 65% i el 74%: Fa referència a persones que, en termes generals, presenten més dificultats per aconseguir una plena integració social i laboral.
- Graus de disminució iguals o superiors al 75%: Registra persones molt afectades que són susceptibles de requerir instruments altament especialitzats per a la seva integració social.

Les persones amb un grau de discapacitat inferior al 33% no poden obtenir el certificat de reconeixement oficial de la situació de discapacitat.

### Certificat de discapacitat
Perquè una persona pugui ser declarada discapacitada a l'estat espanyol, ha de ser avaluada per l'organisme corresponent de la seva comunitat autònoma en el cas de tenir transferides les competències i per l'IMSERSO en el cas que no estiguin transferides. En tot cas, aquests organismes han de comptar amb equips de valoració i orientació (EVO) als discapacitats. Els EVO han d'estar format per un metge, un psicòleg i un assistent social. Aquests equips són els encarregats de fer les valoracions i els tràmits administratiu per a fer la resolució de la condició de discapacitat.
A Catalunya, aquest equips es troben als Centre d'Atenció al Discapacitat del Departament de Benestar i Família de la Generalitat de Catalunya, al País Valencià els EVO es troben a les direccions territorials de la Conselleria de Benestar Social i a les Illes Balears depén de la Direcció General de Família, Benestar Social i Atenció a Persones en Situació Especial.

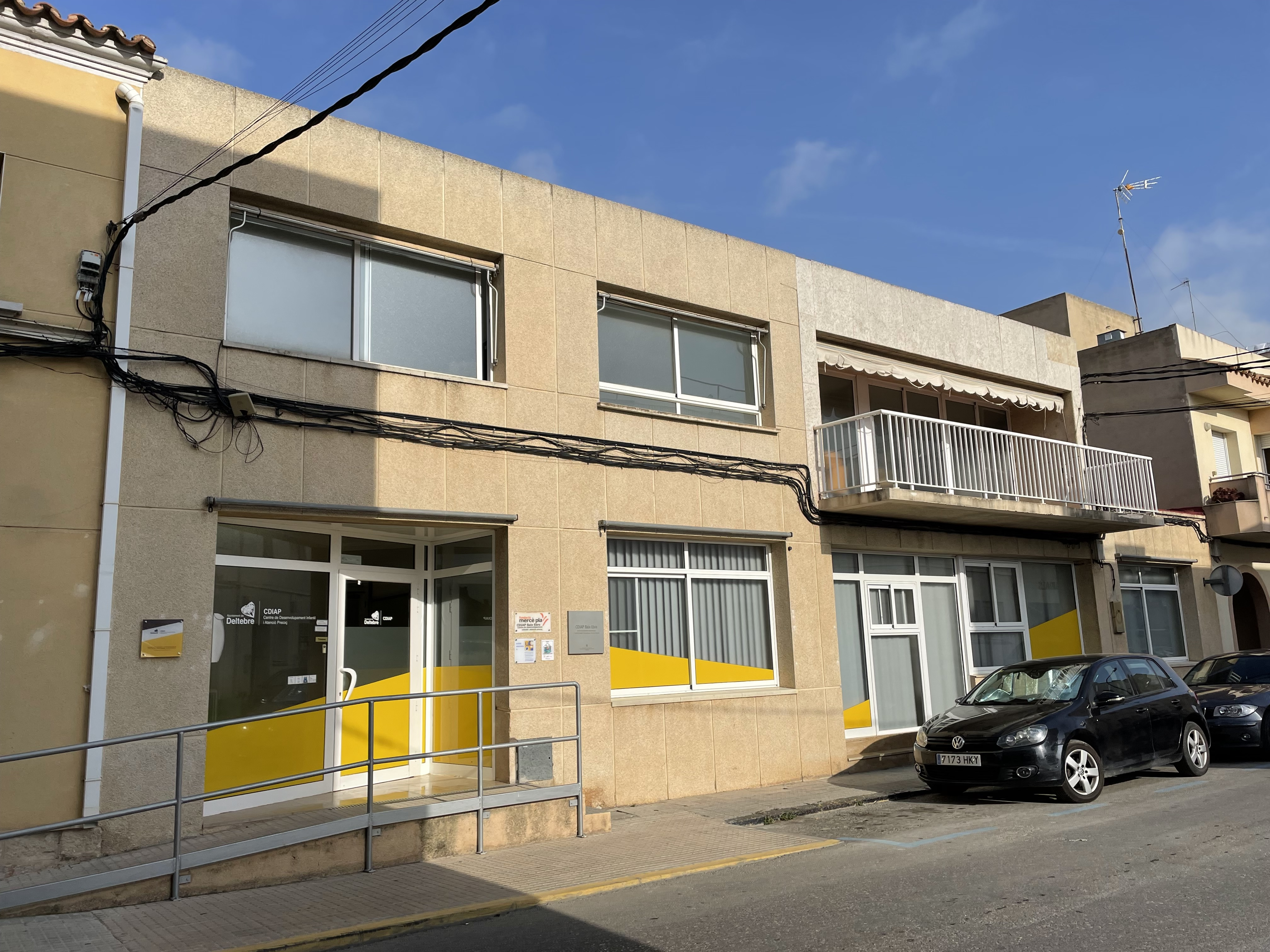
CDIAP a Deltebre

En el cas concret del govern de Catalunya, els serveis socials adreçats a persones amb discapacitat van més enllà de la simple avaluació, ja que són serveis socials especialitzats inclosos en la Cartera de serveis socials de Catalunya en els quals, inicialment, la persona usuària s'adreça, derivada generalment pels serveis bàsics d'atenció social, per rebre orientació especialitzada en atenció basant-se en les seves característiques i necessitats. Aquests serveis estan organitzats en unitats tècniques regionals i depenen dels EVO i dels Centre d'Atenció al Disminuït (CAD) o en el cas d'infants de zero a sis anys en els Centres de desenvolupament infantil i atenció precoç (CDIAP).
Un cop la persona és avaluada es pot trobar amb diferents tipus d'ajuda, unes comunes a tota mena de discapacitats (serveis de transport adaptat o de centre per l'autonomia personal) i d'altres d'específiques en funció de la problemàtica: discapacitat intel·lectual, discapacitat física o discapacitat sensorial. Als centres d'atenció al discapacitat destinats a l'orientació i valoració de les persones amb discapacitat, a les seves famílies i als professionals. A més a més, el govern català, també va engegar el projecte Sirius consistent en diferents centres per a l'autonomia personal adereçats especialment a les persones amb discapacitat i també als seus familiars i a les persones que en tenen cura. A més a més, aquests centres s'orienten a les entitats públiques i privades del sector per a persones discapacitades, als col·lectius professionals i als estudiants que treballen o es relacionen amb el camp de la discapacitat. També a les empreses que desenvolupen tecnologia de suport a la discapacitat i, finalment, a totes aquelles persones, particulars o professionals, interessades en l'autonomia personal i en l'accessibilitat a l'entorn.
A Catalunya, a més a més, existeix la Targeta acreditativa de la discapacitat, una iniciativa de la Generalitat de Catalunya impulsada des del Departament d'Acció Social i Ciutadania, que neix en el marc de la Llei de serveis socials i la Declaració de les Nacions Unides pels Drets de les Persones amb Discapacitat. La targeta permet acreditar a les persones amb discapacitat legalment reconeguda, i amb residència habitual a territori català, davant de persones, el seu grau de discapacitat. S'expedeix de forma expressa a aquelles persones que ja tinguin reconegut un grau de discapacitat igual o superior al 33% per part d'un CAD, sigui provisional o definitiu, o, bé, a petició de qui tingui la seva representació legal.

## El moviment de drets de les persones amb discapacitat

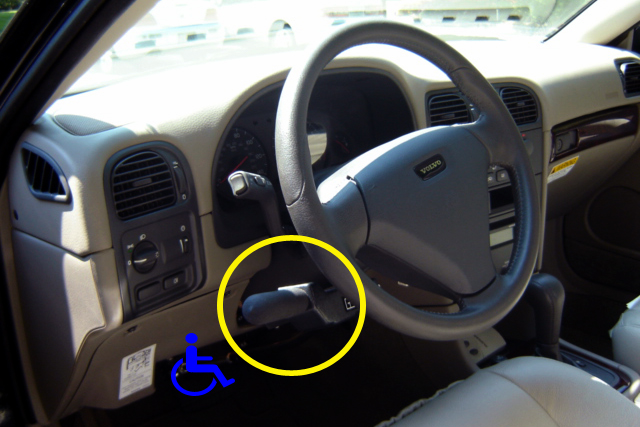
Un dispositiu operat amb la mà instal·lat en un vehicle de transmissió automàtica li permet conduir a les persones amb discapacitat a les cames.

El Moviment de Vida Independent, dirigit per individus discapacitats, va començar en els 70. El terme "Vida Independent" va ser pres en 1959 de la legislació de Califòrnia que li permetia a les persones que havien adquirit alguna discapacitat a causa de poliomielitis deixar els pavellons de l'hospital Cowell de la UC Berkeley i moure's de tornada a la seva comunitat amb l'ajuda de beneficis econòmics per al pagament d'assistència personal que els permetés continuar amb la seva vida diària.
Amb els seus orígens en els moviments pels drets civils i moviments de consumidors dels darrers anys de la dècada dels seixanta als Estats Units, el moviment i la seva filosofia es van estendre pels cinc continents influint en l'autopercepció dels individus, les seves maneres d'organització i les polítiques socials dels seus països.

### Decenni de lesNacions Unidesper a les Persones amb Discapacitat i Dia internacional de la discapacitat
La pressió social, que per una banda, feien els moviments a favor els drets dels discapacitats i la que feia, per una altra, la comunitat científica van portar a una evolució del concepte. A mitjans del segle xx una persona amb discapacitat, anomenada aleshores minusvàlid, era considerada invàlida i dependent i, els estats del benestar, especialment europeus, basaven la seva intervenció des d'un punt de vista assistencialista per proporcionar-li una vida com més digna possible. No obstant això, al llarg de les darreres dècades i a mesura que es va començar a prendre consciència del fet que les persones amb discapacitat tenen els mateixos drets que la resta, es va produir un canvi de mentalitat. Com a conseqüència, l'enfocament paternalista de l'atenció ha evolucionat cap a un model basat en el desenvolupament dels drets humans i en la integració social d'aquest col·lectiu.
A nivell d'institucionsl de caràcter internacional, l'interès per la discapacitat es va iniciar l'any 1981, que fou el primer any declarat com a Any Internacional de les Persones amb Discapacitat. Posteriorment, es va establir la dècada 1983-1992 com el Decenni de les Nacions Unides per a les Persones amb Discapacitat. Els governs nacionals van assumir aquest període de deu anys com el termini per garantir la igualtat d'oportunitats en els sectors educatiu i laboral. En finalitzar aquest decenni l'any 1992, les Nacions Unides van instaurar la celebració anual, el 3 de desembre, del Dia Internacional de les Persones amb discapacitat.

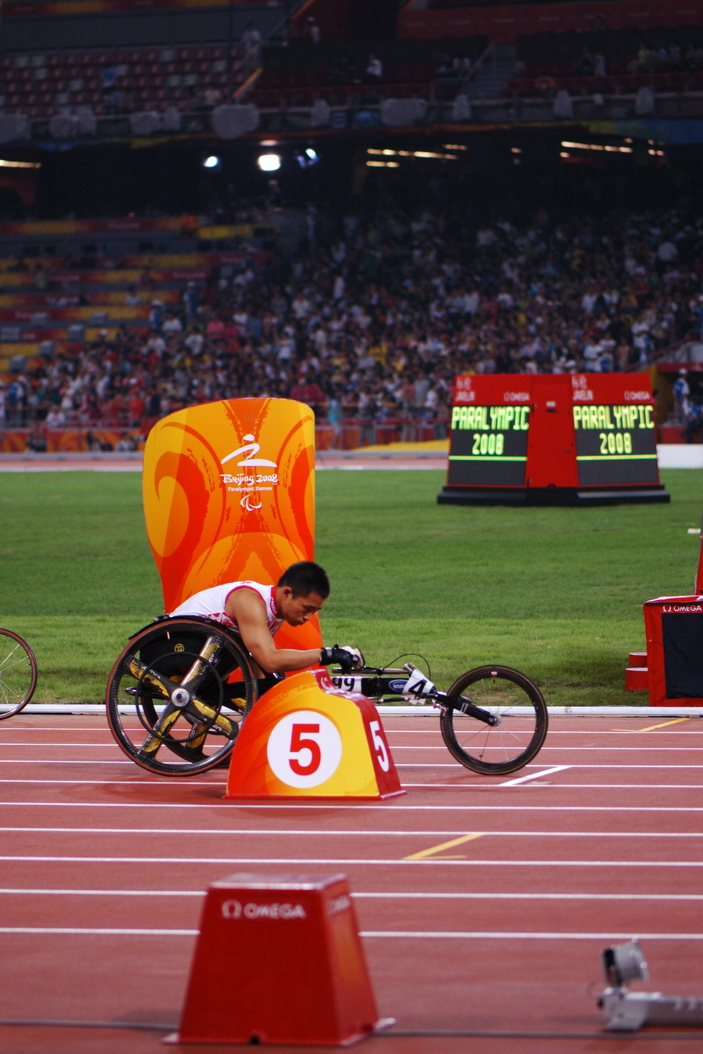
Un atleta paralímpic als Jocs Paralímpics de Beijing 2008

### Publicacions corrents
Publicacions corrents i debats la discapacitat circumdant inclouen drets socials i polítics, inclusió social i ciutadania. En països desenvolupats el debat s'ha mogut més enllà d'una preocupació sobre el cost percebut de mantenir a la gent dependent amb una discapacitat a la lluita per trobar els modes eficaços d'assegurar que la gent amb una discapacitat pot participar i contribuir a la societat en totes les esferes de vida. Molts estan preocupats, però, que la major necessitat està en països en vies de desenvolupament - on el nombre enorme d'aproximadament les 650 milions de persones amb discapacitat de l'accessibilitat bàsica física per l'educació al autoenfortiment i l'ocupació autosuficient - és necessari. En els pocs anys passats, els activistes de drets de discapacitat també han enfocat la ciutadania plena sexual que obté per al minusvàlid.

## Percepció social de la discapacitat
Les terminologies estan associades a idees i conceptes que representen valors culturalment acceptats i la societat evoluciona sobre la percepció que es tingui dels discapacitats en diversos àmbits. Certs organismes relacionats amb la diversitat funcional han intentat encunyar nous termes, a la recerca d'una nova visió social d'aquest col·lectiu. L'aposta de l'Organització Mundial de la Salut per la Classificació Internacional del funcionament, de la discapacitat i de la salut suposà una aposta per un esquema conceptual positivista que substituïa el concepte excessivament biomèdic i negativista de la classificació Internacional de Deficiències, Discapacitats i Minusvalideses (CIDDM) de 1980. Deficiència per Dèficit en el funcionament, la pèrdua o anormalitat d'una part del cos o d'una funció fisiològica o mental, la contextualització a una desviació significativa de la mitjana estandarditzada de la població, etc. són exemples de les diferents modificacions en la terminologia mèdica que han suposat un canvi en la concepció de les persones discapacitades. Els canvis paradigmàtics com el de discapacitat per limitació en l'activitat referida a les dificultats en l'execució qualificades en diferents graus que suposin una desviació important en quantitat i qualitat amb relació a una persona sense alteració de salut, minusvalidesa per la Restricció en la participació, van suposar una autèntica revolució en la forma d'entendre la discapacitat, així com en la forma d'intervenir-hi tant des del sector públic com el privat.

### Esports per a persones amb discapacitat
Un dels camps on més s'ha treballat per evitar la invisibilitat de les persones discapacitades és l'esport. Els diferents esports adaptats per a minusvàlids es van començar a desenvolupar a partir de la dècada dels 50, tot i que probablement la fita més important fou la fundació, sota el sostre del Comitè Olímpic Internacional, d'uns jocs paralímpics, paral·lels als Jocs Olímpics. Els primers Jocs Paralímpics d'estiu es van celebrar l'any 1960 a Roma (Itàlia), i els primers Jocs Paralímpics d'hivern van ser l'any 1976 a Örnsköldsvik (Suècia). Des d'aleshores se celebren cada quatre anys, i des de 1988, coincidint amb els Jocs Olímpics de Seül, se celebren a la mateixa ciutat que ha organitzat els jocs olímpics. Hi participen atletes amb discapacitat motora, amputacions, baixa visió o ceguesa i paràlisi cerebral. Els que tenen deficiències mentals, en canvi, participen en els Jocs Mundials Special Olympics. La participació ha anat creixent en cada edició de manera espectacular, des dels 400 atletes a Roma l'any 1960 fins als més de 4.200 a Pequín l'any 2008. L'any 2006, els Jocs Extremitat van ser organitzats per persones amb discapacitats físiques capaços de competir en esports extrems. Les College Park Industries, uns fabricants de pròtesis, van organitzar aquest esdeveniment durant l'estiu a Orlando (Florida, Estats Units) incloent competicions de monopatí de carrer, surfesquí, escalada de roques, ciclisme de muntanya, surf, motocròs d'estil lliure i piragüisme.